# Zavala (Slivno)
Zavala is een plaats in de gemeente Slivno in de Kroatische provincie Dubrovnik-Neretva. De plaats telt 2 inwoners (2001).